# Roger Pla
Roger Pla (Rosario, Santa Fe, 8 de octubre de 1912 - Buenos Aires, 28 de junio de 1981) fue un escritor y crítico de arte argentino.
Autor de las novelas El duelo (1951), Los Robinsones (1946, Faja de Honor de la SADE), Paño verde (1955, llevada al cine en 1973 por Mario David), Las brújulas muertas (1960), Intemperie (1973) y Los atributos (su última novela, 1985). Con el seudónimo de Roger Ivnnes escribió algunas novelas policiacas, entre las que destaca El llanto de Némesis. Como crítico de arte escribió, entre otras, las monografías Diderot y sus ideas sobre pintura (1943), Gambartes, y La pintura pompeyana. Incursionó también en la dramaturgia. En este género su obra más importante fue Detrás del mueble (1942). Es asimismo autor de un ensayo de crítica literaria (Proposiciones, 1969), y de un libro de poemas (Objetivaciones).
Escritor preocupado por lo social, su obra refleja los tipos urbanos argentinos de mediados del siglo XX bajo una mirada no exenta a veces de angustia existencial. Tanto por su temática social como por su preocupaciones literarias, su obra se relaciona con la de Ernesto Sabato.